# Dom von Lodi

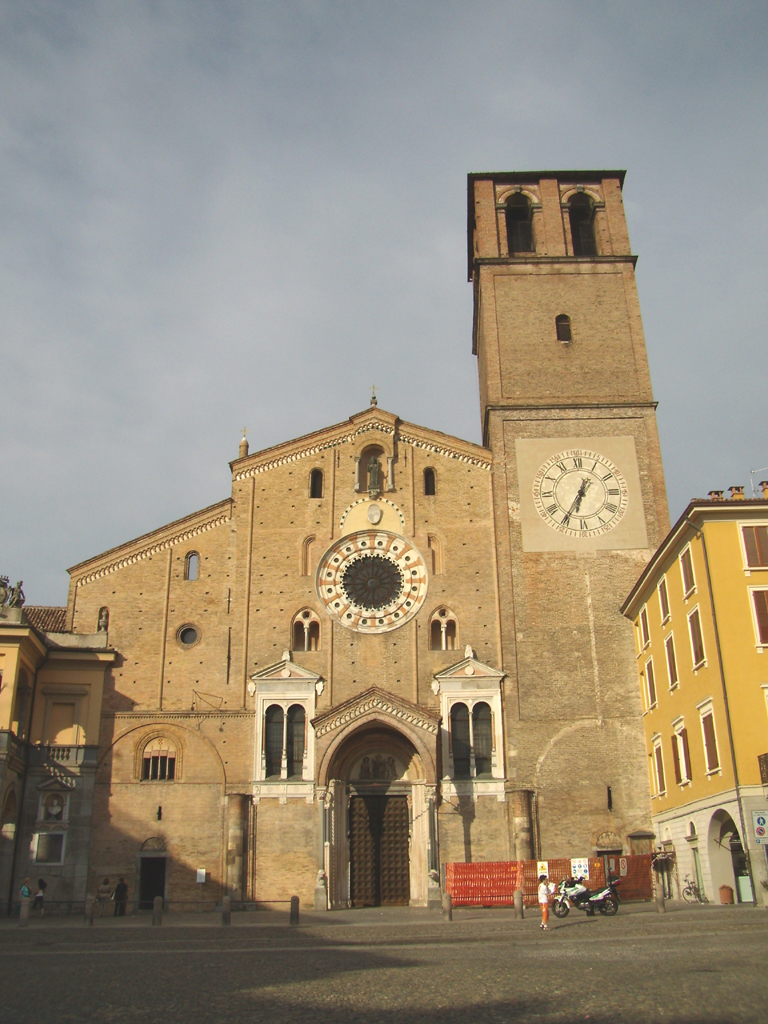
Kathedrale von Lodi

Der Dom von Lodi oder die Kathedrale Mariä Himmelfahrt (italienisch Cattedrale di Santa Maria Assunta) ist eine Kirche in der lombardischen Stadt Lodi. Die Kathedrale des gleichnamigen Bistums wurde zu Beginn des 12. Jahrhunderts im Stil der Romanik erbaut. Sie führt das Patrozinium Mariä Aufnahme in den Himmel und trägt den Titel einer Basilica minor.
Sie ist eine der größten Kirchen in der Lombardei und das älteste Monument in Lodi. Der erste Stein des Gebäudes wurde tatsächlich am 3. August 1158, dem Tag der Gründung der Stadt, symbolisch gelegt. Die Kirche ist seit 1940 als italienisches Nationaldenkmal anerkannt. Im März 1970 erhob Papst Paul VI. sie in die Würde einer Basilica minor.

## Geschichte
Die im romanischen Stil begonnene und mit zahlreichen gotischen Details vollendete Kathedrale ist eine der größten Kirchen in der Lombardei. Die Grundsteinlegung fand zugleich mit der Gründung der Stadt 1158 statt. Für die erste Bauphase bis 1163 wurden wahrscheinlich viele Materialien aus den Gebäuden des alten Laus Pompeia verwendet. Die Krypta wurde mit der Verlegung der Reliquien von St. Bassianus am 4. November 1163 in Anwesenheit von Kaiser Friedrich I. Barbarossa feierlich geweiht. Eine zweite Bauphase lag zwischen 1170 und 1180, aber die Fassade wurde erst 1284 fertig gestellt. Zu Beginn des 16. Jahrhunderts förderte der apostolische Administrator der Diözese, Claude de Seyssel, Restaurierungs- und Modernisierungsarbeiten. Das sichtbarste Zeichen war der Einbau der beiden Sprossenfenster und des neuen Rosettenfensters in der Fassade. Im 18. Jahrhundert veränderte der Barockarchitekt Francesco Croce das ursprüngliche Aussehen des Gebäudes bis zur erneuten Kirchweihe 1764, dies wurde jedoch in den Jahren 1958–1965 bei Restaurierungen umfangreich zurückgenommen.

## Architektur

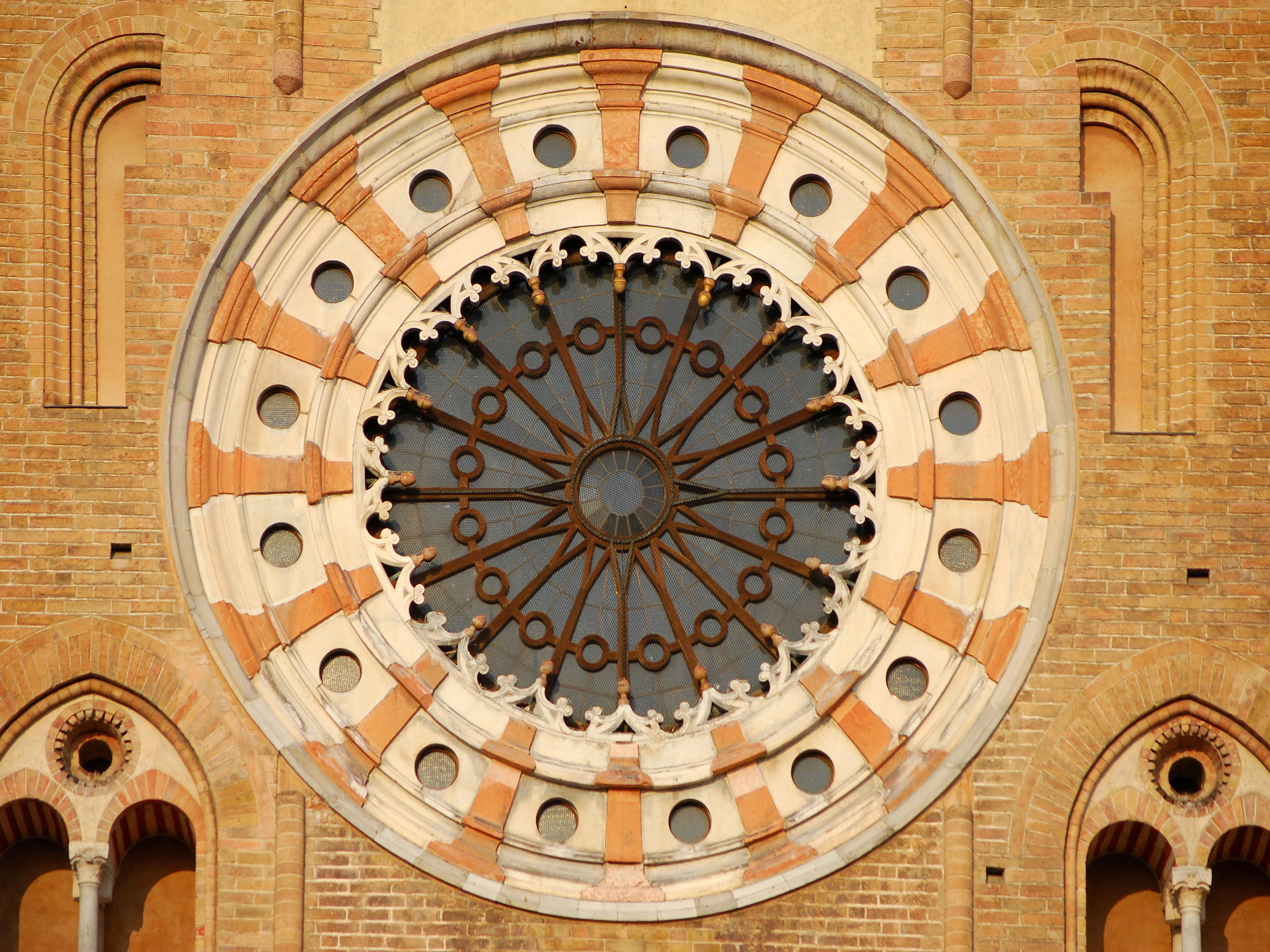
Die große Marmor-Rosette

Die romanische, asymmetrische Fassade aus Backstein zeigt im Giebel ein gotisches Prothyrum, das auf dünnen, von Steinlöwen getragenen Säulen ruht. Bemerkenswert sind auch das große zentrale Rosettenfenster und zwei Renaissance-Doppelfenster, die an die der Certosa di Pavia erinnern und wahrscheinlich aus der Schule von Giovanni Antonio Amadeo stammen. Es gibt auch einen Schrein, der eine Bronzestatue von San Bassiano beherbergt, eine Kopie der ursprünglichen vergoldeten Kupferstatue aus dem Jahr 1284, die sich im Inneren befindet. Der massive Glockenturm, der zwischen 1538 und 1554 nach einem Projekt des Architekten Callisto Piazza aus Lodi errichtet wurde, blieb aus Gründen der militärischen Sicherheit unvollendet. Zwischen dem Gebäude und dem Bischofspalast liegt der Hof der Kanoniker, es sind die Überreste des antiken Kreuzgangs von 1484, der von Giovanni Battagio erbaut und mit Säulen und Terrakotta-Verzierungen dekoriert wurde. Von der Kathedrale führt ein Zugang zum reichen Diözesanmuseum für Sakralkunst.

## Innenraum

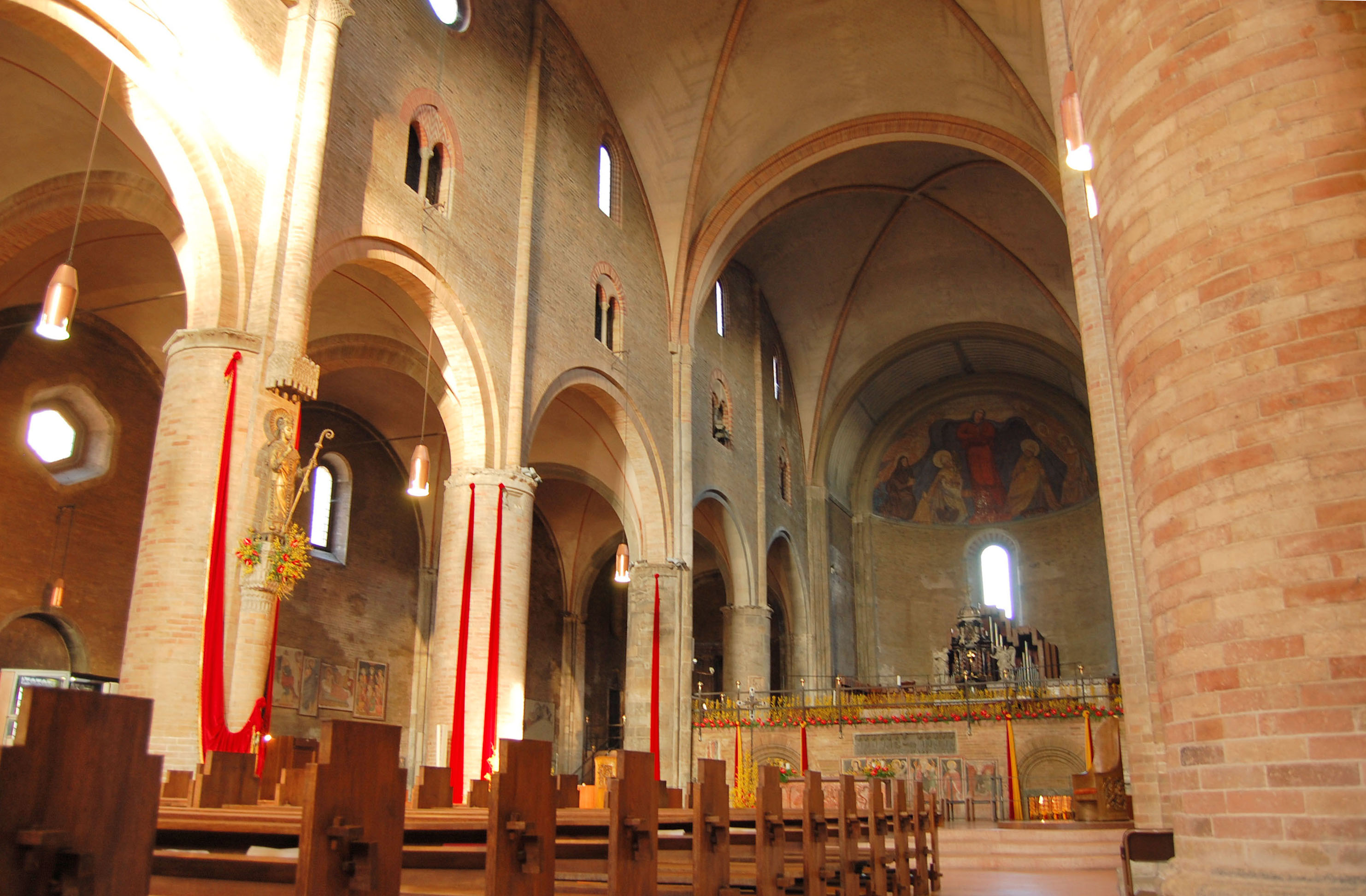
Innenraum

Die Kathedrale ist eine dreischiffige Basilika im Gebundenen System (beiderseits zwei Seitenschiffsjoche pro Mittelschiffsjoch) ohne Querhaus. Fast alle Oberflächen bestehen aus sichtbarem Backstein, überwiegend orangefarben bis hellgrau, einige Bögen stärker akzentuiert aus roter Terrakotta. Die Arkaden werden von Säulen getragen, die ohne aufwändige Kapitelle mit schlichten Simsen enden. Oberhalb schließen halbrunde Dienste an. Die runden Gurt-, Schild- und Arkadenbögen haben jedoch eckige Querschnitte. Die Gewölberippen haben schlanke Dreiecksprofile und leicht spitzbogige Verläufe. Über jedem Bogen  der Arkade öffnet sich ein Biforium mit spitzem Überfangbogen zu dem fensterlosen Raum über den Kappen der Seitenschiffsgewölbe, eher Triforium denn Empore.
Der deutlich erhöhte Chor beginnt mit dem östlichen Joch des Mittelschiffs. Daran schließt nach Osten ein kurzes tonnengewölbtes Vorjoch an und eine halbrunde Apsis mit ungegliederter Halbkuppel. Unter dem Chor liegt der hohe Teil der Krypta.

### Ausstattung
Ungewöhnlich ist die Position der Orgel, die später mit einem neuen Holzgehäuse im modernen Stil ausgestattet wurde. Das Instrument ist vollständig mechanisch und verfügt über zwei Manuale und Pedal für 54 Register. Sie steht auf dem Fußboden der Apsis, also hinter dem barocken Hochaltar aus polychromem Marmor.
Vor der vorderen Stützwand des Hochchors, also auf dem Bodenniveau des Langhauses, wurde nach dem Zweiten Vatikanischen Konzil ein Sarkophag aus Veroneser Marmor ein Volksaltar weiter zur Gemeinde aufgestellt.
Das Innere der Kathedrale beherbergt bemerkenswerte Kunstwerke, wie ein Polyptychon von Callisto Piazza mit der Darstellung des Kindermords von Bethlehem, ein zweites Polyptychon von Alberto Piazza da Lodi mit der Himmelfahrt der Jungfrau Maria und einem Jüngsten Gericht aus dem 15. Jahrhundert. Es gibt auch ein Gemälde von Giulio Cesare Procaccini, das die Madonna des Schnees darstellt, die Papst Liberius erscheint. Außerdem ist das große Gewölbe der Apsis mit einem Mosaik von Aligi Sassu geschmückt.

### Krypta

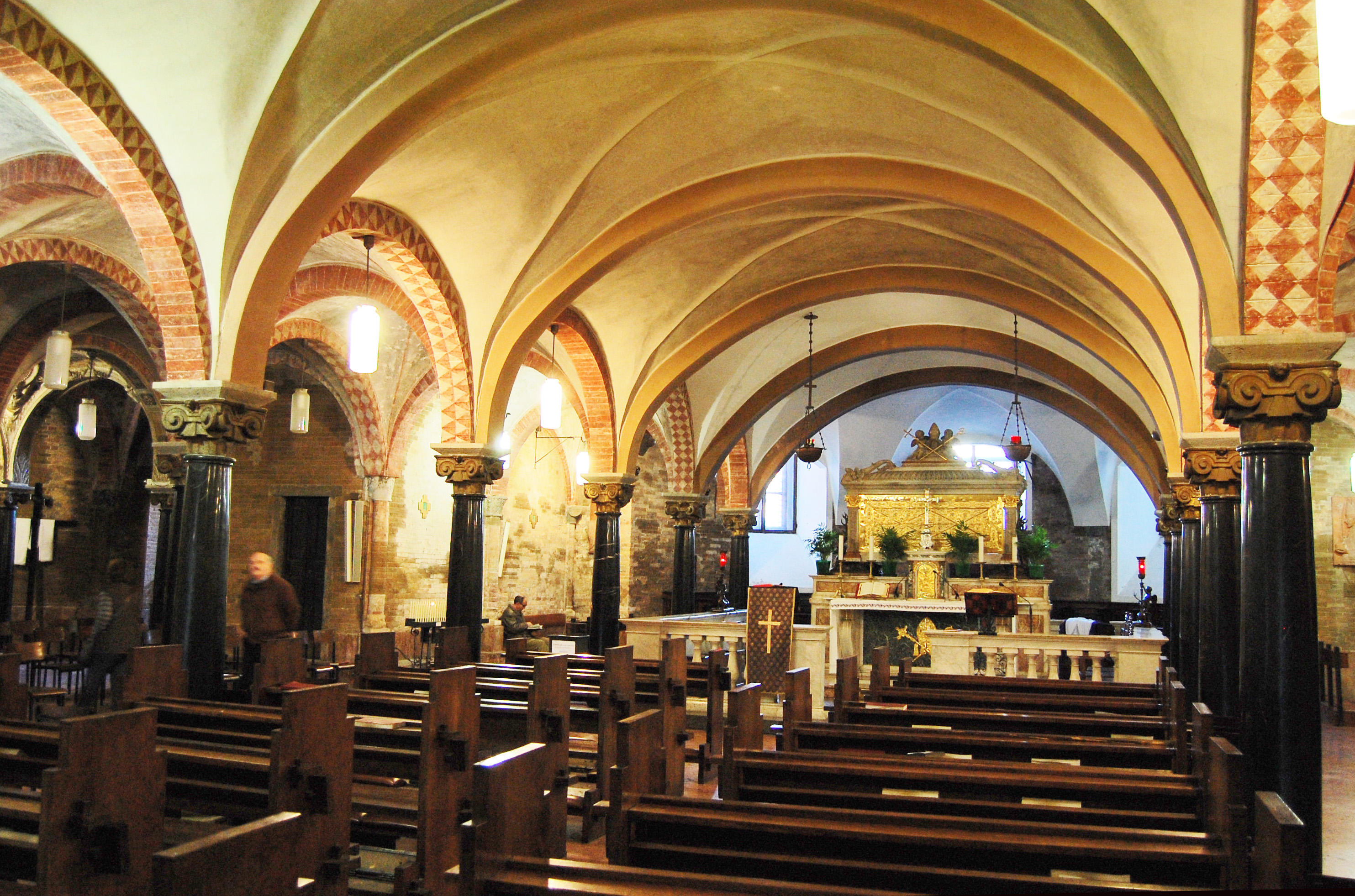
Die Krypta, der älteste Teil der Kathedrale

Unter dem Kirchenraum liegt eine fünfschiffige Hallenkrypta mit einem Altarbereich von größerer Raumhöhe. Schwarze Säulen, wohl aus Porphyr, mit Kapitellen aus Werkstein tragen die teilweise verputzten Backsteingewölbe, eigentlich Kreuzgratgewölbe, jedoch sind die Grate durch zarte Rippen betont. Am Eingang der Krypta stellt ein Basrelief das heilige Abendmahl dar. Im östlichen Teil befindet sich der Altar von 1856, der die Überreste des Heiligen Bassiano in einem silbernen Reliquiar von Antonio Cassani aufbewahrt. Links vom Hochaltar befindet sich der Altar des Heiligen Alberto Quadrelli, Bischof von Lodi von 1168 bis 1173. Die Körper beider Heiligen wurden 1994 neu zusammengesetzt und bedeckt. In der linken Apsis befindet sich auch eine Skulpturengruppe aus dem 15. Jahrhundert, die eine Trauer über den toten Christus mit Figuren in Tränen darstellt, die im Volksmund als „Caragnòn del Dòmm“ bekannt ist.